# Mariana Weissmann
Mariana Weissmann, née le 17 décembre 1933, est une physicienne argentine, spécialisée dans la physique numérique
de la matière condensée. En 2003, Weissmann est la première femme scientifique argentine à recevoir le Prix L'Oréal-Unesco pour les femmes et la science
. La même année, elle a reçu le prix de la fondation Konex
en Physique.

## Carrière
Weissmann obtient son doctorat en 1965 à l'Université de Buenos Aires et elle a fait ses études de troisième cycle à l'Institut de Technologie de Californie. Elle s'est spécialisée dans la physique théorique et la simulation informatique des propriétés de l'état solide,.
Ses travaux sur la formation de la glace ont permis l'ensemencement des nuages, qui permet de modifier le montant ou le type de précipitation qui tombe des nuages. Elle a également étudié les surfaces du silicone et leur interaction avec les atomes de carbone. Elle a découvert des nouvelles molécules comme les fullerènes dopés.
Elle a dirigé de nombreuses thèses et publié plus de 100 publications scientifiques dans des revues internationales.
En 2003, Weissmann est la première femme scientifique argentine à recevoir le Prix L'Oréal-Unesco pour les femmes et la science.